# Gabriel Fernandes da Trindade
Gabriel Fernandes da Trindade (Vila Rica, 9 de dezembro de 1798 – Rio de Janeiro, 23 de agosto de 1854) foi um violinista, cantor, professor e compositor mineiro e brasileiro, atuante no Rio de Janeiro na primeira metade do século XIX. Autor de canções e de duetos para dois violinos, compôs as mais antigas obras camerísticas brasileiras conhecidas e pertenceu à primeira geração de compositores brasileiros que teve obras impressas em vida. Filho de José Fernandes da Trindade (1777–?) e de Quitéria Coelho de Almeida (1782–1846), integrou uma família de músicos de Vila Rica que se transferiu para o Rio de Janeiro por volta de 1805, onde desenvolveu suas atividades profissionais.

## Trajetória
Conforme documentou o musicólogo Marcelo Campos Hazan, Gabriel Fernandes da Trindade nasceu na freguesia de Nossa Senhora da Conceição de Antônio Dias, em Vila Rica (atual Ouro Preto). Filho do músico José Fernandes da Trindade e de Quitéria Coelho de Almeida, com cerca de seis anos transferiu-se para o Rio de Janeiro, junto com a família, que procurava novas oportunidades profissionais, em função do declínio da mineração e, consequentemente, do mercado musical em Vila Rica. A trajetória é semelhante à que havia sido percorrida por inúmeros outros músicos desse período, entre eles José Joaquim Emerico Lobo de Mesquita. Dos filhos músicos de José Fernandes da Trindade são conhecidos somente Gabriel Fernandes da Trindade e o irmão José Jacinto Fernandes da Trindade (1804–1865), porém as partes musicais dos Duetos Concertantes receberam uma inscrição de propriedade de Camilo Fernandes da Trindade, cujo parentesco com os anteriores Marcelo Campos Hazan não conseguiu estabelecer em sua pesquisa.
Em 8 de março de 1808 a rotina da família Fernandes da Trindade e de todos os residentes do Rio de Janeiro foi interrompida com o desembarque da corte real. A família de músicos beneficiou-se da rápida transformação da cidade e, mais diretamente, dos pendores musicais do monarca. Na década de 1810, Dom João selecionou dois estudantes de violino — Heliodoro Norberto Florival da Silva e Gabriel Fernandes da Trindade — para aperfeiçoamento com o mestre italiano Francisco Inácio [Francesco Ignazio] Ansaldi. Ansaldi — credenciado pelo Allgemeine musikalische Zeitung como o "o melhor violinista de Lisboa" — havia chegado ao Rio de Janeiro em 1810 e ocupava a posição de spalla da prestigiosa orquestra da Real Câmara.
Em momentos distintos, os três músicos da família mineira Fernandes da Trindade atuaram na Capela Real e Imperial do Rio de Janeiro: Gabriel Fernandes da Trindade ingressou como violinista na Capela Imperial em 1827, porém sua carreira como instrumentista nessa instituição foi interrompida em 1831, quando a orquestra da Capela Imperial foi dissolvida. Ao longo da década de 1830, Gabriel atuou como violinista e tenor em recitais beneficentes (com programação consistindo de excertos operísticos), assim como compositor e intérprete de música incidental para peças teatrais. De acordo com Marcelo Campos Hazan, nenhuma dessas composições chegou aos nossos dias.
Em 1826 Gabriel Fernandes da Trindade foi escalado como tenor para a estreia da Missa de Santa Cecília de José Maurício Nunes Garcia, ao lado de Augusto César de Assis (soprano), Luís Gabriel Ferreira de Lemos (contralto), Cândido Inácio da Silva (tenor), Apolinário Antônio Joaquim (baixo) e João dos Reis Pereira (baixo). Em 1840, Gabriel Fernandes da Trindade requereu ingresso, como tenor, no coro da Capela Imperial, sendo contratado em 1842. Quatro anos mais tarde, Gabriel era apontado como paralítico, não mais figurando no quadro da Capela Imperial, falecendo em 23 de agosto de 1854. O atestado de óbito localizado por Marcelo Campos Hazan indica "inanição por longa supuração". Foi sepultado em um dos dois cemitérios públicos do Rio de Janeiro destinados aos não-privilegiados (não se sabe ainda se no Cemitério de São Francisco Xavier, na Ponta do Caju, ou no de São João Batista, na Freguesia da Lagoa), às custas da Sociedade Beneficência Musical.
Conforme inventariou Marcelo Campos Hazan, Gabriel Fernandes da Trindade deixou uma razoável quantidade de canções impressas com acompanhamento de piano ou violão (21 foram localizadas e editadas), além de uma coletânea manuscrita de três duetos para dois violinos, dedicados ao seu mestre Francisco Inácio Ansaldi, já editados e gravados. Sua obra completa foi editada no volume 6 da série Patrimônio Arquivístico-Musical Mineiro (PAMM), em um dos raros casos de publicação de obras completas de um autor brasileiro. As partituras de todas as suas obras conhecidas estão gratuitamente disponíveis no International Music Score Library Project / Petrucci Music Library (IMSLP), incluindo os fac-símiles, partes e partituras dos três Duetos concertantes para dois violinos.

## Composições

### Canções
Das canções compostas por Gabriel Fernandes da Trindade, 30 modinhas e um lundu são referidos em fontes históricas, porém somente 20 modinhas e um lundu chegaram aos nossos dias em fontes impressas (coletâneas ou publicações avulsas) e em nenhuma fonte musical manuscrita. Essas obras foram publicadas na primeira fase da impressão musical brasileira, iniciada pelo editor Pierre Laforge em 1834, que deu destaque às canções deste autor, imprimindo 13 canções de Gabriel Fernandes da Trindade. Filippone e Tornaghi imprimiram oito e Narciso e Arthur Napoleão reimprimiram 9 peças deste autor, sendo estes os principais editores das canções de Gabriel no século XIX, ao lado de João Bartolomeu Klier. Várias canções desse autor foram relançadas no século XX, algumas recolhidas da tradição oral.
As canções de Gabriel Fernandes da Trindade versam principalmente sobre a decepção amorosa (com exceção de PAMM-22 e PAMM-25) e geralmente utilizam quadras de versos heptassílabos (redondilha maior), com ou sem mote ou estribilho. A autoria de quase todas as letras é desconhecida, exceto a poesia de PAMM-23, do conselheiro português Joaquim Antônio de Magalhães (1795–1848), e a poesia de O canário mensageiro (perdida), de Francisco de Paula Brito (1809–1861).
Em seu estudo sobre a produção musical de Gabriel Fernandes da Trindade, publicado na série Patrimônio Arquivístico-Musical Mineiro, Marcelo Campos Hazan indexou, para cada uma de suas canções, as referências em jornais de época, as edições de época dessas peças e os acervos nas quais estão presentemente localizadas, bem como as edições do século XX. A tabela abaixo é um resumo das informações apresentadas por este estudioso em PAMM (títulos com atualização ortográfica e sem pontuação):

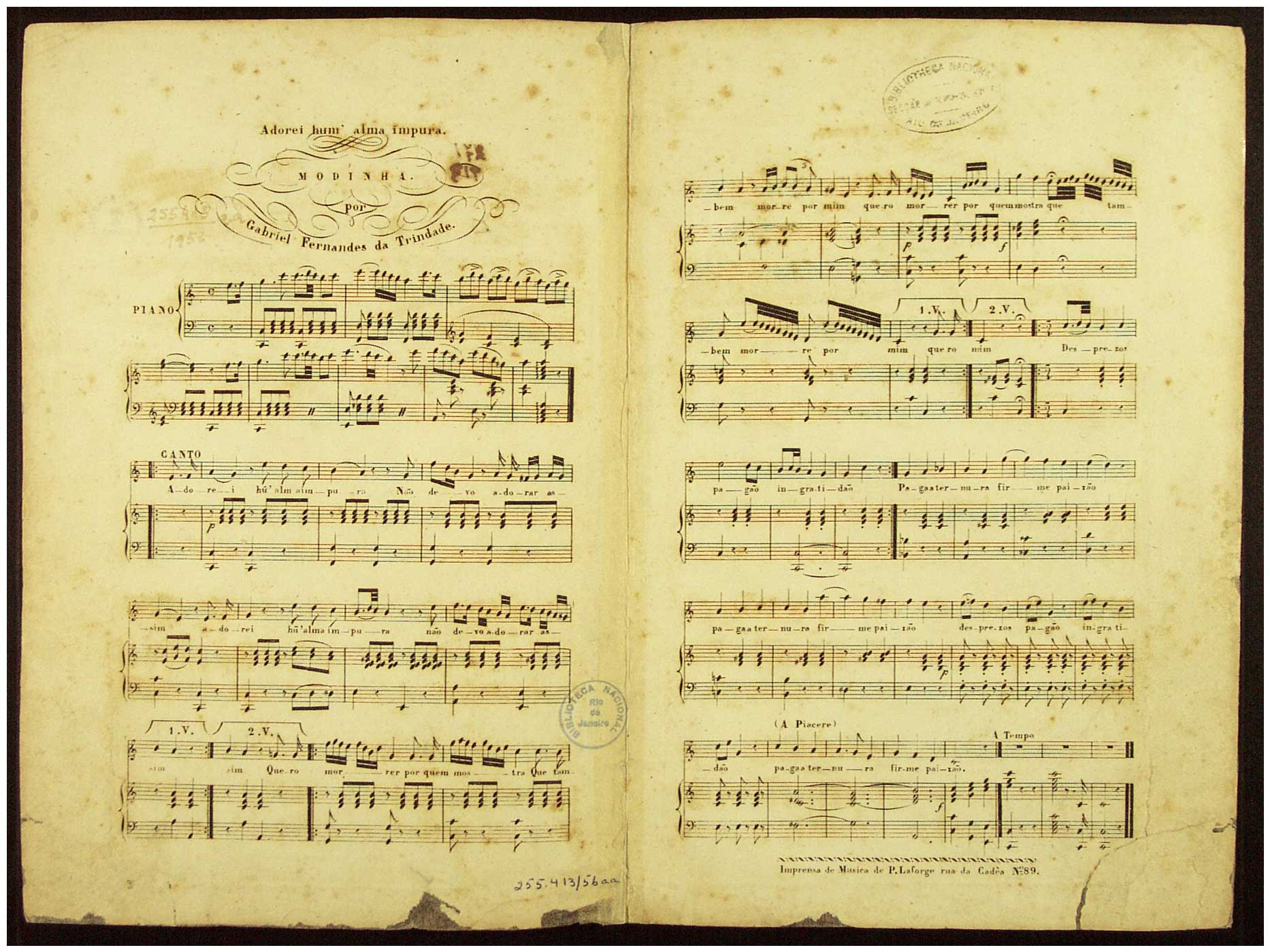
Edição de Pierre Laforge de Adorei uma alma impura (PAMM-19), de Gabriel Fernandes da Trindade.

| Título                               | Situação           |
| ------------------------------------ | ------------------ |
| Adorei uma alma impura               | Editada em PAMM-19 |
| Batendo a linda plumagem             | Editada em PAMM-20 |
| Corações que amor uniu               | Editada em PAMM-21 |
| Do regaço da amizade                 | Editada em PAMM-22 |
| Erva mimosa do campo                 | Editada em PAMM-23 |
| Espessas matas que ao longe estais   | Perdida            |
| Eu não quero outra ventura           | Perdida            |
| Foi bastante ver teus olhos          | Editada em PAMM-24 |
| Graças aos céus                      | Editada em PAMM-25 |
| Já não existe a minha amante         | Editada em PAMM-26 |
| Meu coração vivia isento             | Editada em PAMM-27 |
| Meu destino é imudável               | Editada em PAMM-28 |
| Não há nada mais mimoso              | Perdida            |
| Não receies, bela Márcia             | Perdida            |
| No momento em que nasci              | Editada em PAMM-29 |
| Nutrem dentro de meu peito           | Perdida            |
| Ocália dize por que quebraste        | Editada em PAMM-30 |
| O canário mensageiro                 | Perdida            |
| Ondas batei vagarosas                | Editada em PAMM-31 |
| Pintar eu quero minha paixão         | Perdida            |
| Por mais que busco encobrir          | Editada em PAMM-32 |
| Por que ó morte cruel                | Editada em PAMM-33 |
| Por que pretendes cruel saudade      | Perdida            |
| Quando não posso avistar-te          | Editada em PAMM-34 |
| Remorsos penas tormentos             | Editada em PAMM-35 |
| Se o pranto apreciares               | Editada em PAMM-36 |
| Tive amor fui destitoso              | Editada em PAMM-37 |
| Um ai gerado pela paixão             | Editada em PAMM-38 |
| Um filho chorando a morte de sua mãe | Perdida            |
| Vai suspiro, chega aos lares         | Perdida            |
| Vai terno suspiro meu                | Editada em PAMM-39 |

### Duetos concertantes

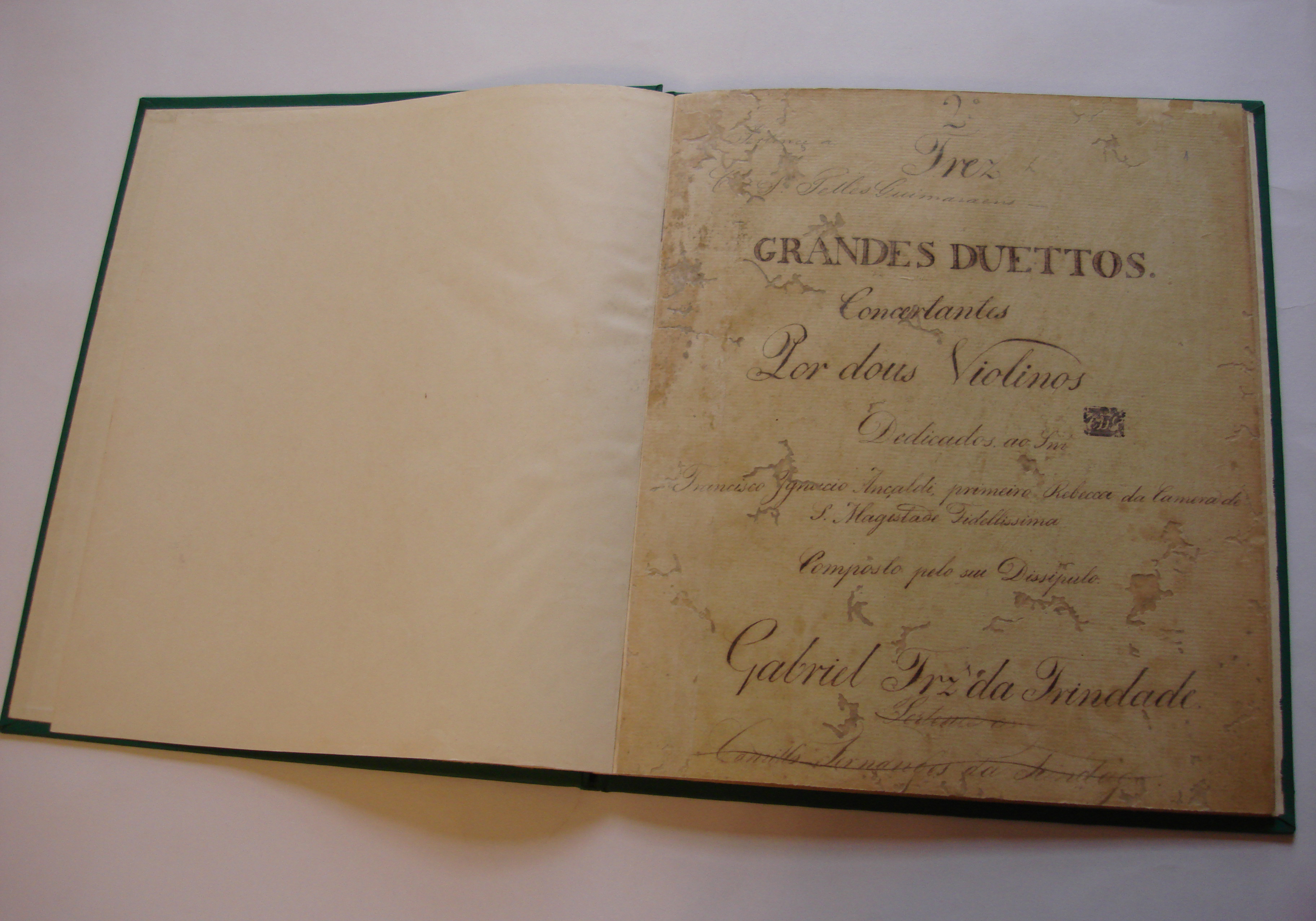
Parte manuscrita de violino I dos Duetos concertantes de Gabriel Fernandes da Trindade, pertencente ao arquivo da Orquestra Lira Sanjoanense.

Os "Três grandes duetos concertantes para dois violinos" de Gabriel Fernandes da Trindade, dedicados ao seu mestre, o violinista italiano Francisco Inácio Ansaldi, são conhecidos unicamente por suas duas partes manuscritas (para violino I e violino II) sem indicação de data e copista, pertencentes ao arquivo da Orquestra Lira Sanjoanense (São João del-Rei - MG). O fato de o manuscrito ter sido copiado em um papel inglês da marca C. Brenchley fabricado em 1814, e o autor ter ingressado na Capela Imperial em 1827 (abandonando definitivamente sua condição de discípulo) tornam essas as datas-limite entre as quais devem ter sido compostos os duetos concertantes, porém a fabricação do papel é mais determinante para a datação da obra, que deve ter sido composta na década de 1810, quando Gabriel Fernandes da Trindade tinha aulas com Ansaldi. Apesar da data de fabricação do papel, não há certeza de que o manuscrito seja autógrafo, porém a cópia pode ter sido realizada por solicitação do autor.

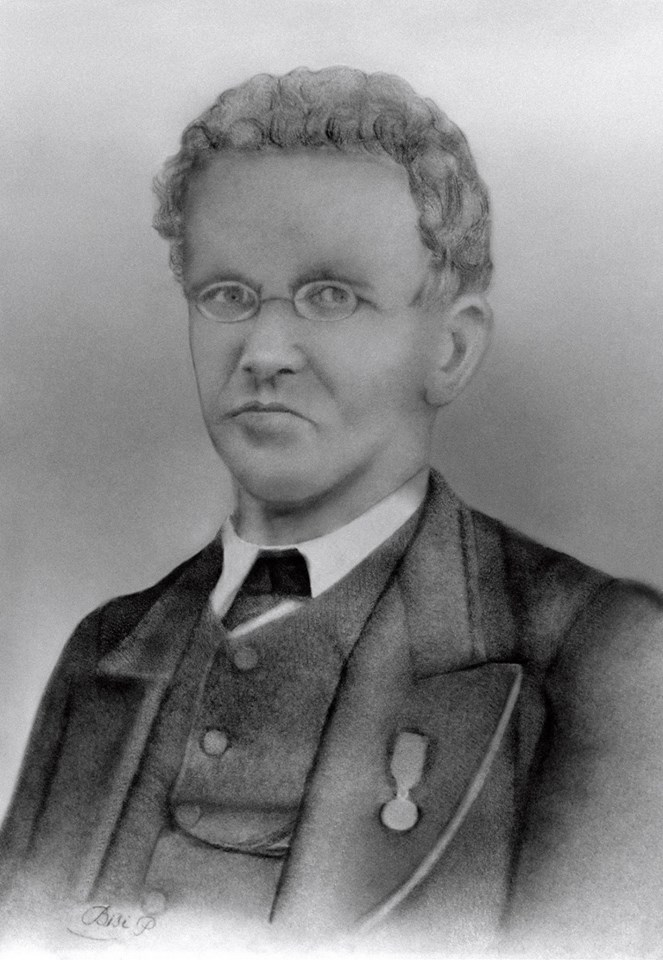
Caetano de Souza Teles Guimarães (Caeté, 1813 - São João del-Rei, 1886), responsável por levar o manuscrito dos Duetos concertantes para Minas Gerais.

Em data e circunstâncias desconhecidas, o manuscrito dos Duetos concertantes,  pertencente a um Camilo Fernandes da Trindade, parente ainda desconhecido de Gabriel Fernandes da Trindade, foi adquirido pelo médico Caetano de Souza Telles Guimarães (1813–1886), natural de Caeté (MG) e possível integrante do círculo familiar dos Fernandes da Trindade, originários da mesma cidade. Em data incerta, Caetano José de Souza Telles Guimarães levou o manuscrito para a cidade de Mariana (MG), onde residiu com seus filhos por muito tempo, até seu falecimento em São João del-Rei (MG). Caetano José de Souza Telles Guimarães já exercia atividade musical amadora desde pelo menos 1827, copiando obras de vários autores, entre as quais uma coletânea dos Duetos para violino e violoncelo de Ignaz Pleyel (1757–1831). Em 1882, José de Souza Telles Guimarães, filho de Caetano, doou à Catedral de Mariana o arquivo musical de seu pai, constituído de 164 peças, discriminadas em uma Lista geral de todas as músicas, documento hoje recolhido ao Arquivo Eclesiástico da Arquidiocese de Mariana, do qual infelizmente perdeu-se a última folha. Os Duetos concertantes de Gabriel Fernandes da Trindade não estão mencionados nas folhas preservadas da Lista geral de todas as músicas do AEAM (embora pudessem ter figurado na folha perdida) e não se sabe se chegaram ser entregues à Catedral de Mariana em 1882. É mais provável, no entanto, que esse manuscrito tenha sido levado pelo próprio Caetano a São João del-Rei, onde faleceu em 1886. A grande maioria das fontes musicais do arquivo de Caetano de Souza Telles Guimarães, juntamente com o arquivo musical da Catedral de Mariana foram recolhidos em 1965 ao Arquivo Eclesiástico da Arquidiocese de Mariana e, em 1973, ao Museu da Música de Mariana.

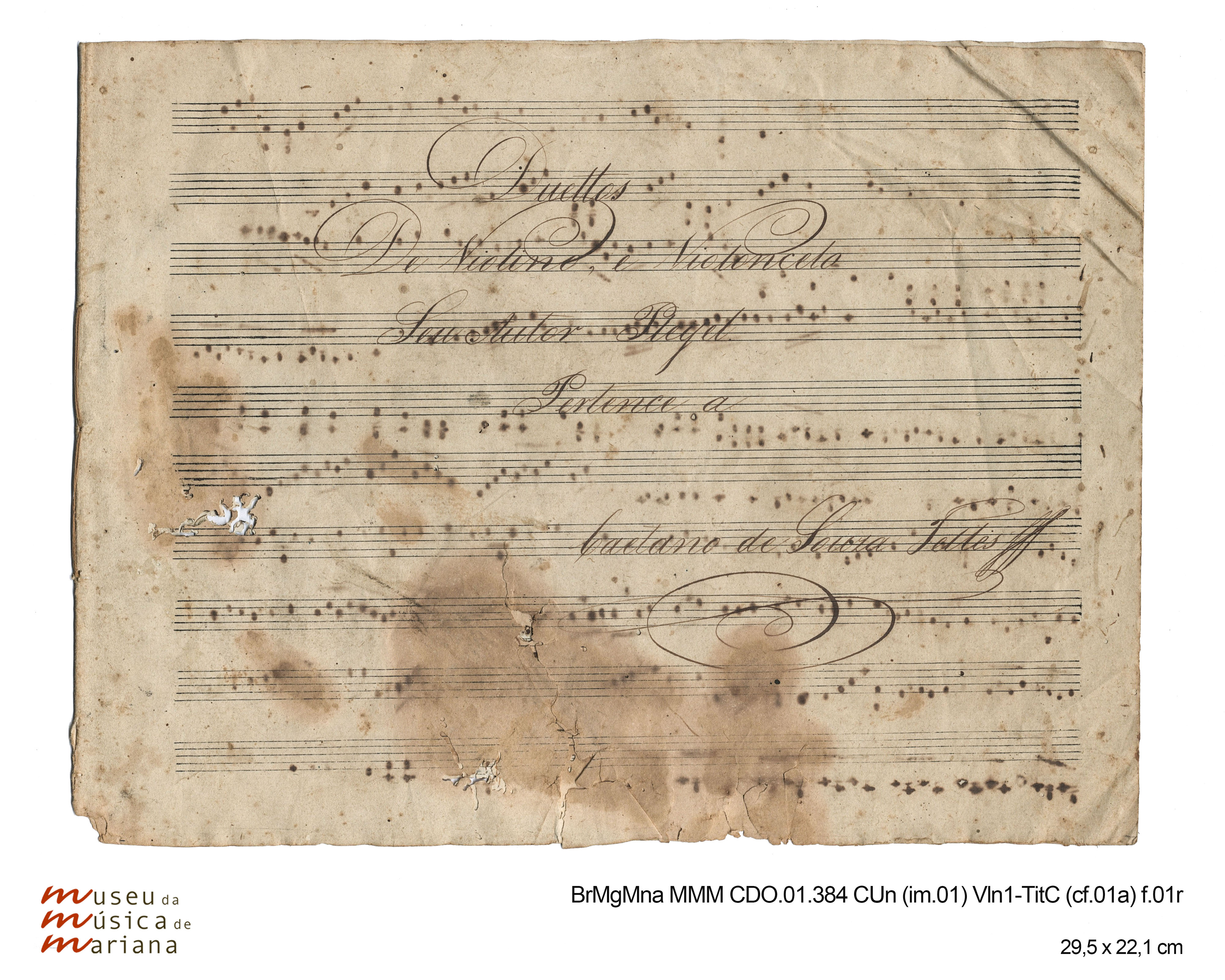
Duetos para violino e violoncelo de Ignaz Pleyel (1757-1831), em cópia de Caetano de Souza Telles Guimarães (1813–1886) pertencente ao Museu da Música de Mariana.

Em meados do século XX, no entanto, os Duetos concertantes já estavam no arquivo da Orquestra Lira Sanjoanense e eram executados por Luís Batista França e seu aluno José Lourenço Parreira, com o qual chegou a ficar a parte de violino I. Na década de 1960, Aluízio José Viegas reuniu, no arquivo da Orquestra Lira Sanjoanense, as duas partes dos Duetos e, na década seguinte, providenciou sua encadernação e realizou uma transcrição de todo o Dueto nº 1. Em 1974, Olivier Toni microfilmou o manuscrito dos Duetos concertantes, como parte de um projeto de microfilmagem de fontes musicais históricas mineiras, doando em 1992, ao Instituto de Estudos Brasileiros da USP, todos os seus rolos de microfilmes, usados para o início do trabalho de edição dos Duetos concertantes.
Afora uma rápida menção na quarta edição da História da música no Brasil, de Vasco Mariz (1994), nenhuma outra publicação, até essa data, havia indicado a existência desses Duetos concertantes, revelados somente dois anos depois, por ação iniciada por Paulo Castagna, em colaboração com Aluízio José Viegas, e que posteriormente integrou o violinista Anderson Rocha.
A edição dos Duetos concertantes de Gabriel Fernandes da Trindade foi realizada em duas etapas. A primeira delas ocorreu em 1995, com a transcrição das obras por Paulo Castagna e Anderson Rocha, para sua gravação em CD no mesmo ano pela gravadora Paulus, com os violinistas Maria Ester Brandão e Koiti Watanabe, partitura também utilizada para a gravação em vídeo, em 2000, do primeiro movimento do Dueto nº 1, com os violinistas Cláudio Cruz e Betina Stegman, para a série História da Música Brasileira. A segunda etapa foi realizada entre 2008-2011, com a elaboração da versão para a série Patrimônio Arquivístico-Musical Mineiro, que incluiu uma revisão mais profunda das partituras, pelos mesmos Paulo Castagna e Anderson Rocha, com a adoção de critérios editoriais estritamente musicológicos e a impressão conjunta dos fac-símiles, além da disponibilização online do material completo em arquivos virtuais.
Os Duetos concertantes de Gabriel Fernandes da Trindade são as mais antigas composições camerísticas brasileiras que chegaram ao presente. As obras foram elaboradas em dois ou três movimentos e sua estrutura possui elementos da forma sonata típica da segunda metade do século XVIII, além da adoção de diferentes tonalidades de um movimento para outro. Melodias de caráter operístico ou modinheiro são usadas em vários movimentos e o virtuosismo é comum nos movimentos rápidos. O quadro de movimentos dos três Duetos concertantes de Gabriel Fernandes da Trindade é o seguinte:
Dueto Concertante nº 1
I - Allegro moderato (Sol Maior)

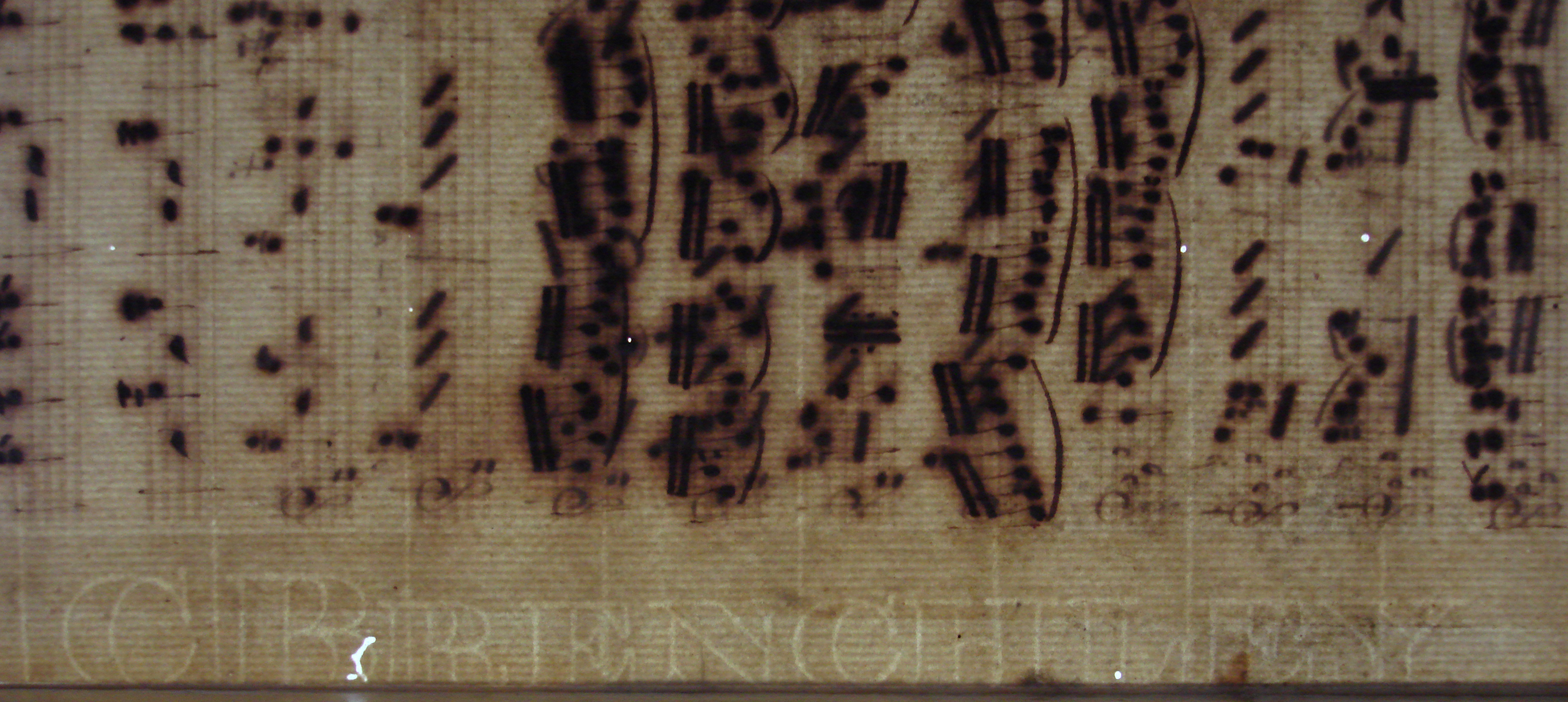
Marca d'água inglesa C. Brenchley, do papel utilizado na cópia dos Duetos concertantes de Gabriel Fernandes da Trindade.

II - Andante sostenuto (Mi bemol Maior)
III - Allegro vivace (Dó Maior)
Dueto Concertante nº 2
I - Allegro moderato (Sol Maior)

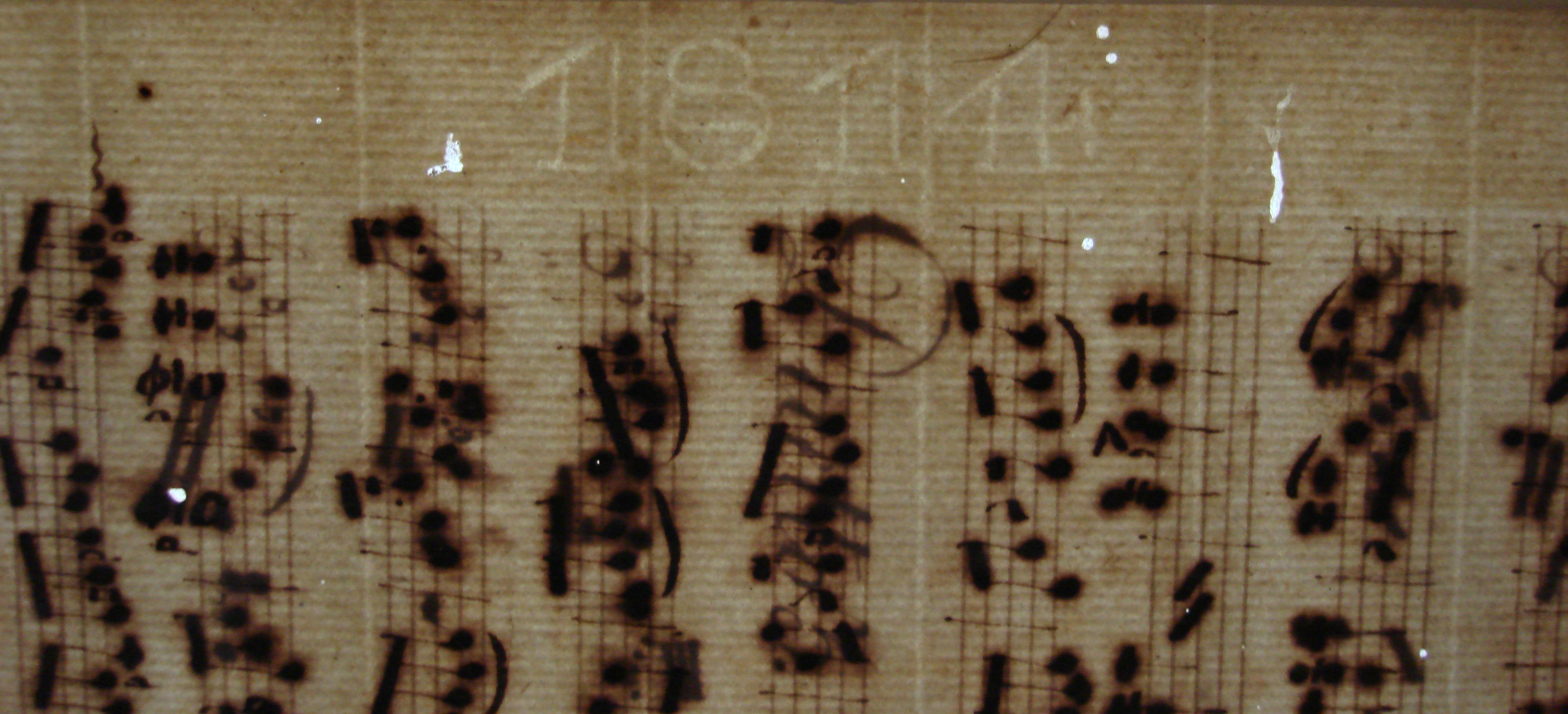
Ano de fabricação do papel utilizado na cópia dos Duetos concertantes de Gabriel Fernandes da Trindade.

II - Andante con espressione (Ré Maior)
III - Allegro con spirito (Ré Maior)
Dueto Concertante nº 3
I - Adagio (Dó menor - Fá menor)
II - Allegro con moltissimo moto (Fá Maior)

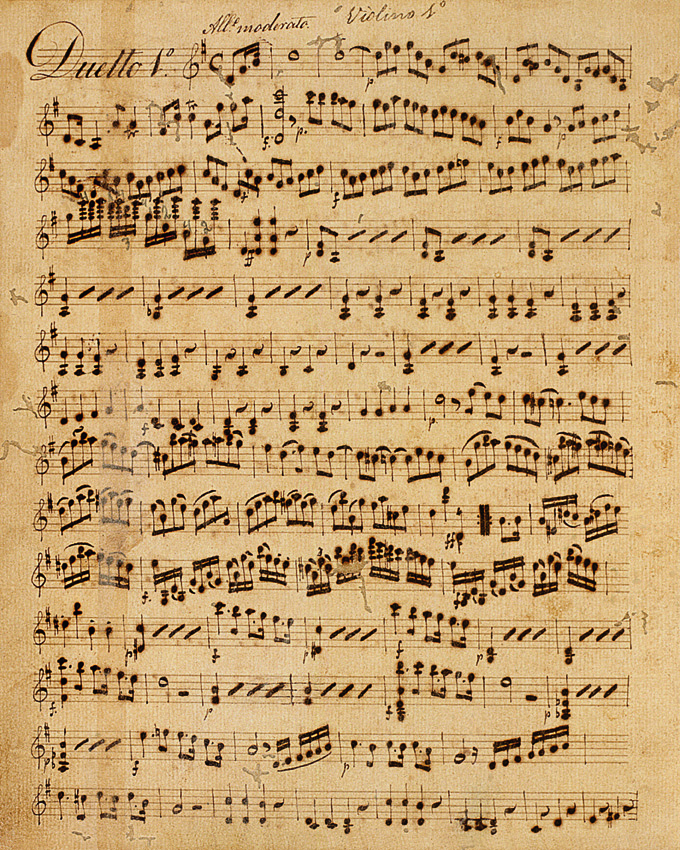
Primeira página da parte de violino I do Dueto concertante nº 1 de Gabriel Fernandes da Trindade.

## Significado
Gabriel Fernandes da Trindade é não somente autor de um conjunto significativo de obras de interesse estético, porém um marco na história da música no Brasil, em função de ter composto as mais antigas obras instrumentais camerísticas brasileiras até agora conhecidas (os três Duetos concertantes para dois violinos) e ter pertencido à primeira geração de compositores brasileiros que teve obras musicais impressas em vida, juntamente com José Maurício Nunes Garcia, Cândido Inácio da Silva, Pedro I, Francisco Manuel da Silva, Januário da Silva Arvelos, M. A. de Sousa Queirós, Francisco da Luz Pinto, Joseph Fachinetti e Antônio Tornaghi, tendo sido o autor mais frequente entre os editores de música da primeira metade do século XIX, com pelo menos 31 canções impressas.
Esse compositor também é exemplo notório de um integrante de família de músicos brasileiros atuantes no final do século XVIII e início do XIX, como também foi o caso da família de João de Deus de Castro Lobo, sendo também um caso de destaque dentre os músicos que se transferiram de Minas Gerais para o Rio de Janeiro em busca de oportunidades profissionais, por conta do declínio da mineração de ouro e diamantes, como também ocorreu com José Joaquim Emerico Lobo de Mesquita e com os irmãos de João de Deus de Castro Lobo. A singularidade desse compositor mereceu um dos raros casos de publicação de obras completas de um autor brasileiro, na série Patrimônio Arquivístico-Musical Mineiro.
Seus Duetos concertantes, assim como várias de suas canções têm sido executadas em inúmeras apresentações musicais brasileiras e internacionais e difundidas em programas de rádio, trilhas de documentários e outros, além de estudadas em trabalhos acadêmicos. O inusitado virtuosismo dessas obras e seu caráter profano possuem particular interesse, por terem sido compostas em uma época na qual a música sacra ainda predominava nos ambientes artísticos do Rio de Janeiro e de todo o Brasil.

## Pesquisas sobre Gabriel Fernandes da Trindade
As primeiras referências a Gabriel Fernandes da Trindade e sua produção de canções foram feitas em livros de história da música e de músicos brasileiros, como os de Vincenzo Cernicchiaro em 1926 e Ayres de Andrade em 1967. A partir da década de 1990, foram abertas três frentes de pesquisas sobre esse autor: a primeira por Paulo Brandt, em Petrópolis, destinada a reunir e estudar suas canções; a segunda, iniciada por Nichola Dittrich Vigiano e concluída por por Paulo Castagna e Anderson Rocha (com grande colaboração de Aluízio José Viegas), destinada a editar, estudar e gravar os Duetos concertantes; finalmente a terceira, iniciada por Paulo Castagna e concuída por Marcelo Campos Hazan, destinada a pesquisar sua vida e sua trajetória profissional. Quando do primeiro trabalho publicado sobre Gabriel Fernandes da Trindade em 1997, ainda não havia comprovação de sua origem geográfica, embora já houvesse elementos em favor da origem de sua família em Caeté (MG). Marcelo Campos Hazan, após pesquisas presenciais e digitais em acervos cariocas, nomeadamente o Arquivo da Cúria Metropolitana, o Arquivo Nacional e a Biblioteca Nacional, comprovou que Gabriel havia nascido na freguesia de Nossa Senhora da Conceição de Antônio Dias de Vila Rica, estimando seu nascimento entre 1799 e 1800. O mesmo estudioso elucidou as diversas circunstâncias em torno de sua carreira no Rio de Janeiro, nos espaços de sociabilidade da igreja, teatro e salão, e inclusive suas ligações pessoais e profissionais com outros músicos mineiros. Em 2011, o projeto Patrimônio Arquivístico-Musical Mineiro reuniu todas as informações disponíveis até então, integralizando o conhecimento sobre esse autor e publicando suas obras completas, o primeiro caso de um volume de obras completas de autor brasileiro do século XIX. Posteriormente, Virgínio Mantesso Neto localizou o assento de batismo de Gabriel Fernandes da Trindade (lavrado na Paróquia de Antônio Dias de Vila Rica, em 18 de dezembro de 1798, com indicação de nascimento em 9 de dezembro desse ano), confirmando sua condição de "pardo" e finalmente estabelecendo sua data e local de nascimento e nome dos pais. Em 2022 foi publicado o primeiro verbete de dicionário sobre este compositor, por Paulo Castagna e Virgínio Mantesso Neto, com informações atualizadas.